# 20 Fenchurch Street
20 Fenchurch Street è un grattacielo commerciale di Londra che prende il nome dal suo indirizzo lungo Fenchurch Street, nel centro storico del quartiere finanziario di Londra. È stato soprannominato The Walkie Talkie per la sua forma caratteristica.

## Storia

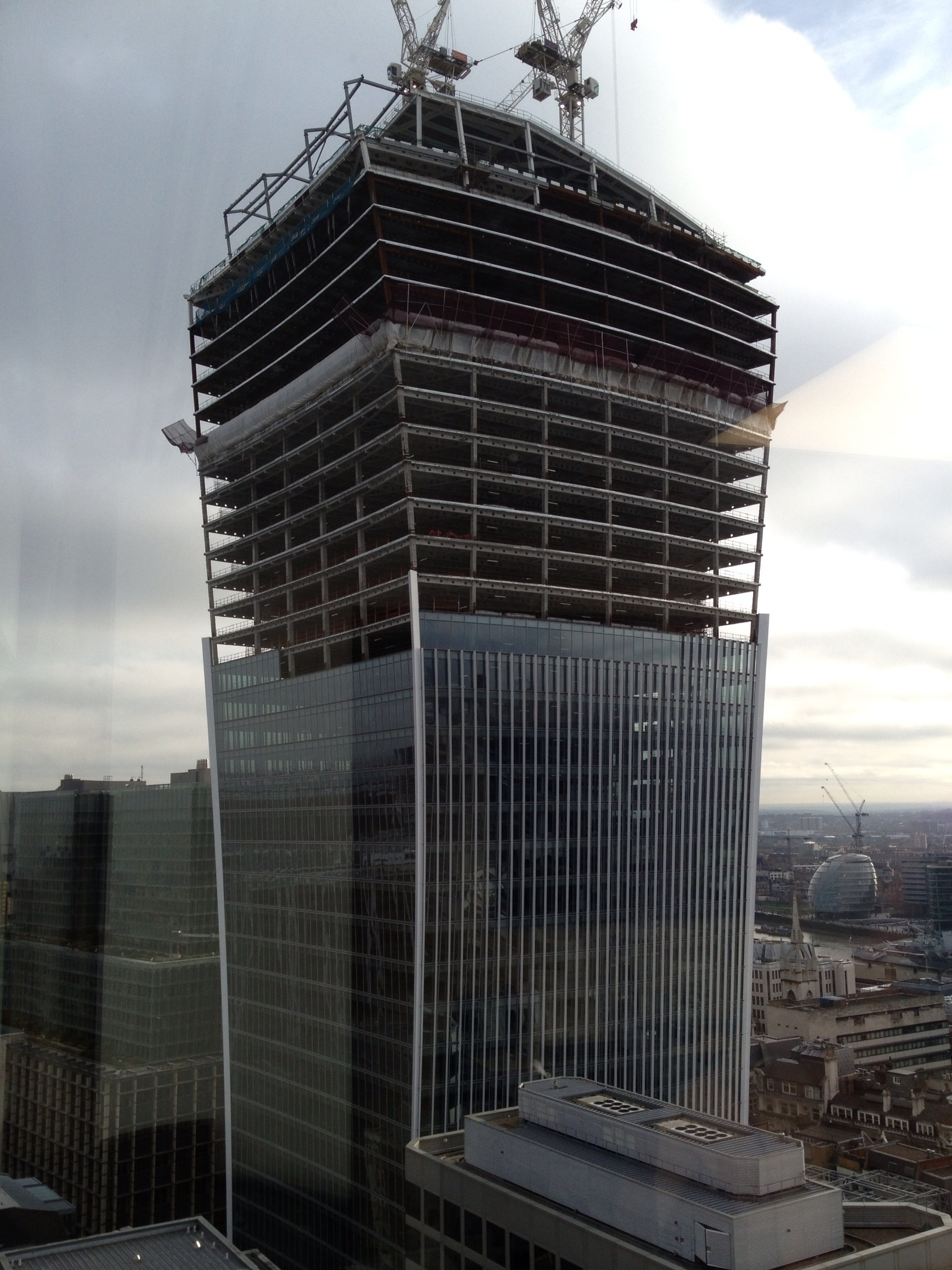
La torre in costruzione nel 2013

Il progetto iniziale della torre prevedeva un'altezza massima di quasi duecento metri ma venne ridimensionata dopo le preoccupazioni circa l'impatto visivo sulla vicina Cattedrale di St. Paul e la Torre di Londra. Successivamente è stato approvato nel 2006 con un'altezza rivista, tuttavia anche dopo il ridimensionamento c'erano evidenti preoccupazioni da parte di storiche associazioni urbanistiche, le quali temevano il suo impatto sulla zona circostante. Il progetto è stato quindi oggetto di un'inchiesta pubblica; nel 2007, tale inchiesta si pronunciò a favore degli sviluppatori e all'edificio fu concesso il permesso di pianificazione completa.
Prima degli inizi della costruzione, nel 2007, le due società costruttive cooperanti Land Securities e Canary Wharf Group dichiararono che l'edificio sarebbe stato ultimato entro il 2011, tuttavia con la Grande Recessione del 2009 la data prima fu da destinarsi e infine il progetto fu procrastinato al 2013-2014. L'inaugurazione, infatti, è avvenuta nel maggio 2014.
20 Fenchurch Street rappresenta un esempio di una serie di nuovi grattacieli nella zona; altri includono The Pinnacle, il Leadenhall Building e The Scalpel. Un certo numero di aziende, tra cui diversi assicuratori e sindacati del mercato assicurativo, hanno accettato di diventare inquilini di 20 Fenchurch Street dopo il suo completamento e l'edificio è stato uno dei più riusciti della città nell'ambito del numero di affitti concessi in breve tempo.
La costruzione fu completata nella primavera del 2014 e l'attico con dei giardini è stato aperto nel gennaio 2015. Nel 2017 è stato rivenduto alla Lee Kum Kee, una conglomerata del ramo alimentari di Hong Kong, per cifra record di 1,3 miliardi di £.

## Descrizione e caratteristiche
Progettato dall'architetto Rafael Viñoly è costato oltre 200 milioni di sterline, 20 Fenchurch Street offre un modulo di top-heavy fortemente distintivo che sembra scoppiare verso l'alto e verso l'esterno. L'edificio si erge per 35 piani, per un'altezza complessiva di 160 metri ed è il quinto edificio più alto della City di Londra. Una piattaforma di osservazione di grandi dimensioni, bar e ristoranti sono inclusi negli ultimi tre piani aperti al pubblico.

### La riflessione dei raggi solari
Nell'estate del 2014, a pochi mesi dal suo completamento, è stato appurato che la caratteristica forma concava del prospetto sud del grattacielo agevola la riflessione dei raggi solari aumentando notevolmente il calore. Questo inaspettato fenomeno ha causato notevoli problemi alla strada sottostante: abbagli, riflessi fastidiosi e il raggiungimento di temperature tra i 91 °C e i 117 °C. L'autorità municipale di Londra ha addirittura dovuto sospendere il transito e la sosta nella via del grattacielo poiché più volte alcune carrozzerie di automobili parcheggiate si sono parzialmente sciolte a causa della fortissima concentrazione di calore dovuta ai raggi solari riflessi dall'edificio. Questa grave problematica è stata risolta con l'installazione postuma sulla facciata sud di un esteso sistema di lamelle frangisole e la situazione è tornata alla normalità.